# Хейкконен, Иван Эдуардович
Ива́н Эдуа́рдович Хе́йкконен (фин. Johannes Edvardinpoika Heikkonen, 2 сентября 1892, д. Алакууса, Выборгская губерния, Великое княжество Финляндское — 7 ноября 1938, Левашово, Ленинградская область) — советский военный и политический деятель.

## Биография
Родился в рабочей семье, финн. Окончил начальную школу.
В марте 1917 года вступил в ряды Красной гвардии, принимал участие в октябрьском вооружённом восстании в Петрограде и штурме Зимнего дворца. Член РСДРП(б) с 1917 года.
В рядах финских красногвардейцев участвовал в гражданской войне в Финляндии. В марте 1918 года с отрядом красногвардейцев вернулся в Петроград и был направлен в Олонецкую губернию для отражения белофинской интервенции. Осенью 1918 года прошёл подготовку на командных курсах в Петрограде, был назначен комиссаром 1-го финского полка, воевал на Западном фронте.
В 1920 году — командир стрелкового полка на Польском фронте.
В 1921 году участвовал в подавлении Кронштадтского восстания.
Командир роты курсантов Международной школы красных командиров (Интернациональная военная школа) и заместитель Тойво Антикайнена в легендарном лыжном походе 1922 года на Кимасозеро по разгрому Карельского восстания.
В 1925 году направлен в Автономную Карельскую ССР начальником Территориального управления РККА, уполномоченным Наркомата по военным и морским делам СССР в республике. Участвовал в формировании Карельской егерской бригады.
В 1929 году назначен наркомом по военным делам Автономной Карельской ССР, избран членом Центрального исполнительного комитета АКССР.
В 1932—1933 годах — председатель Карельского областного совета ОСОАВИАХИМа.
В 1933—1937 годах — секретарь Центрального исполнительного комитета АКССР, в 1935—1936 годах — первый секретарь Кестеньгского райкома ВКП(б).
Арестован 14 сентября 1937 года по делу «Гюллинга-Ровио», осуждён 3 апреля 1938 года по статье 58-10-11 особой тройкой НКВД КАССР. Расстрелян 7 ноября 1938 года в Левашово.
Реабилитирован посмертно 9 декабря 1955 года, восстановлен в рядах КПСС.

## Награды
- Орден Красного Знамени[2]
- Орден Красного Знамени
- Знак «Честному воину Карельского фронта»

## Память
Имя И. Э. Хейкконена в 1987 году присвоено улице в Петрозаводске.